# Lansac (Gironde)
Pour les articles homonymes, voir Lansac.
Lansac est une commune du Sud-Ouest de la France, dans le département de la Gironde (région Nouvelle-Aquitaine).

## Géographie

### Communes limitrophes
Les communes limitrophes sont Mombrier, Bourg, Pugnac, Samonac et Tauriac.
|         | Mombrier | Pugnac  |
| Samonac | Lansac   |         |
| Bourg   |          | Tauriac |

### Climat
Pour des articles plus généraux, voir Climat de la Nouvelle-Aquitaine et Climat de la Gironde.
Historiquement, la commune est exposée à un climat océanique aquitain.  
En 2020, Météo-France publie une typologie des climats de la France métropolitaine dans laquelle la commune est exposée à un climat océanique et est dans la région climatique  Aquitaine, Gascogne, caractérisée par une pluviométrie abondante au printemps, modérée en automne, un faible ensoleillement au printemps, un été chaud (19,5 °C), des vents faibles, des brouillards fréquents en automne et en hiver et des orages fréquents en été (15 à 20 jours).
Pour la période 1971-2000, la température annuelle moyenne est de 13,1 °C, avec une amplitude thermique annuelle de 14,5 °C. Le cumul annuel moyen de précipitations est de 881 mm, avec 12,4 jours de précipitations en janvier et 6,6 jours en juillet. Pour la période 1991-2020, la température moyenne annuelle observée sur la station météorologique la plus proche, située sur la commune de Saint-Gervais à 8 km à vol d'oiseau, est de 13,9 °C et le cumul annuel moyen de précipitations est de 824,9 mm,. Pour l'avenir, les paramètres climatiques de la commune estimés pour 2050 selon différents scénarios d’émission de gaz à effet de serre sont consultables sur un site dédié publié par Météo-France en novembre 2022.

## Urbanisme

### Typologie
Au 1er janvier 2024, Lansac est catégorisée commune rurale à habitat dispersé, selon la nouvelle grille communale de densité à sept niveaux définie par l'Insee en 2022.
Elle est située hors unité urbaine. Par ailleurs la commune fait partie de l'aire d'attraction de Bordeaux, dont elle est une commune de la couronne,. Cette aire, qui regroupe 275 communes, est catégorisée dans les aires de 700 000 habitants ou plus (hors Paris),.

### Occupation des sols

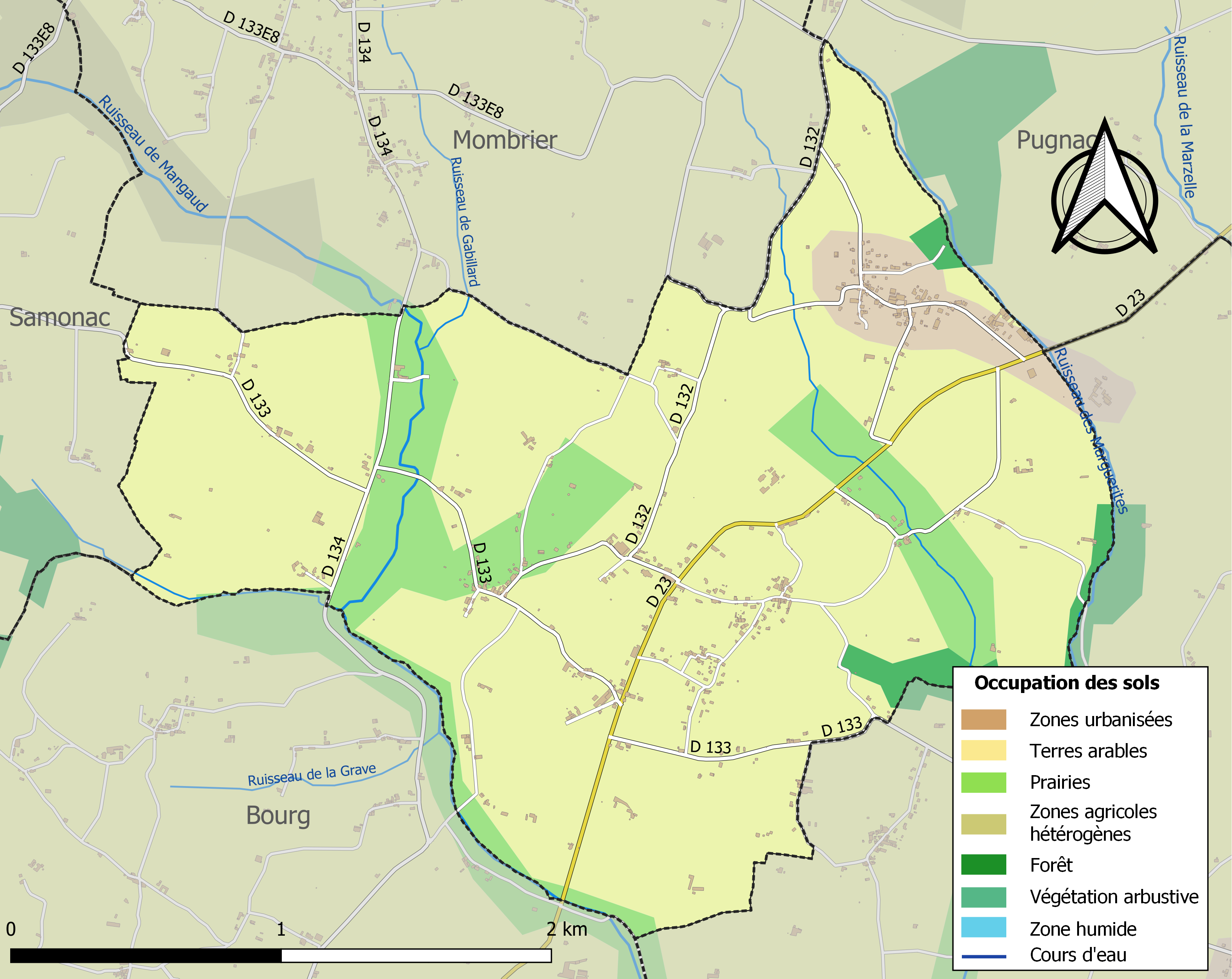
Carte des infrastructures et de l'occupation des sols de la commune en 2018 (CLC).

L'occupation des sols de la commune, telle qu'elle ressort de la base de données européenne d’occupation biophysique des sols Corine Land Cover (CLC), est marquée par l'importance des territoires agricoles (93 % en 2018), en diminution par rapport à 1990 (97,3 %). La répartition détaillée en 2018 est la suivante : 
cultures permanentes (79 %), prairies (14,1 %), zones urbanisées (4,3 %), forêts (2,7 %). L'évolution de l’occupation des sols de la commune et de ses infrastructures peut être observée sur les différentes représentations cartographiques du territoire : la carte de Cassini (XVIIIe siècle), la carte d'état-major (1820-1866) et les cartes ou photos aériennes de l'IGN pour la période actuelle (1950 à aujourd'hui).

### Risques majeurs
Le territoire de la commune de Lansac est vulnérable à différents aléas naturels : météorologiques (tempête, orage, neige, grand froid, canicule ou sécheresse), inondations et séisme (sismicité faible). Un site publié par le BRGM permet d'évaluer simplement et rapidement les risques d'un bien localisé soit par son adresse soit par le numéro de sa parcelle.
La commune a été reconnue en état de catastrophe naturelle au titre des dommages causés par les inondations et coulées de boue survenues en 1982, 1988, 1999 et 2009,.

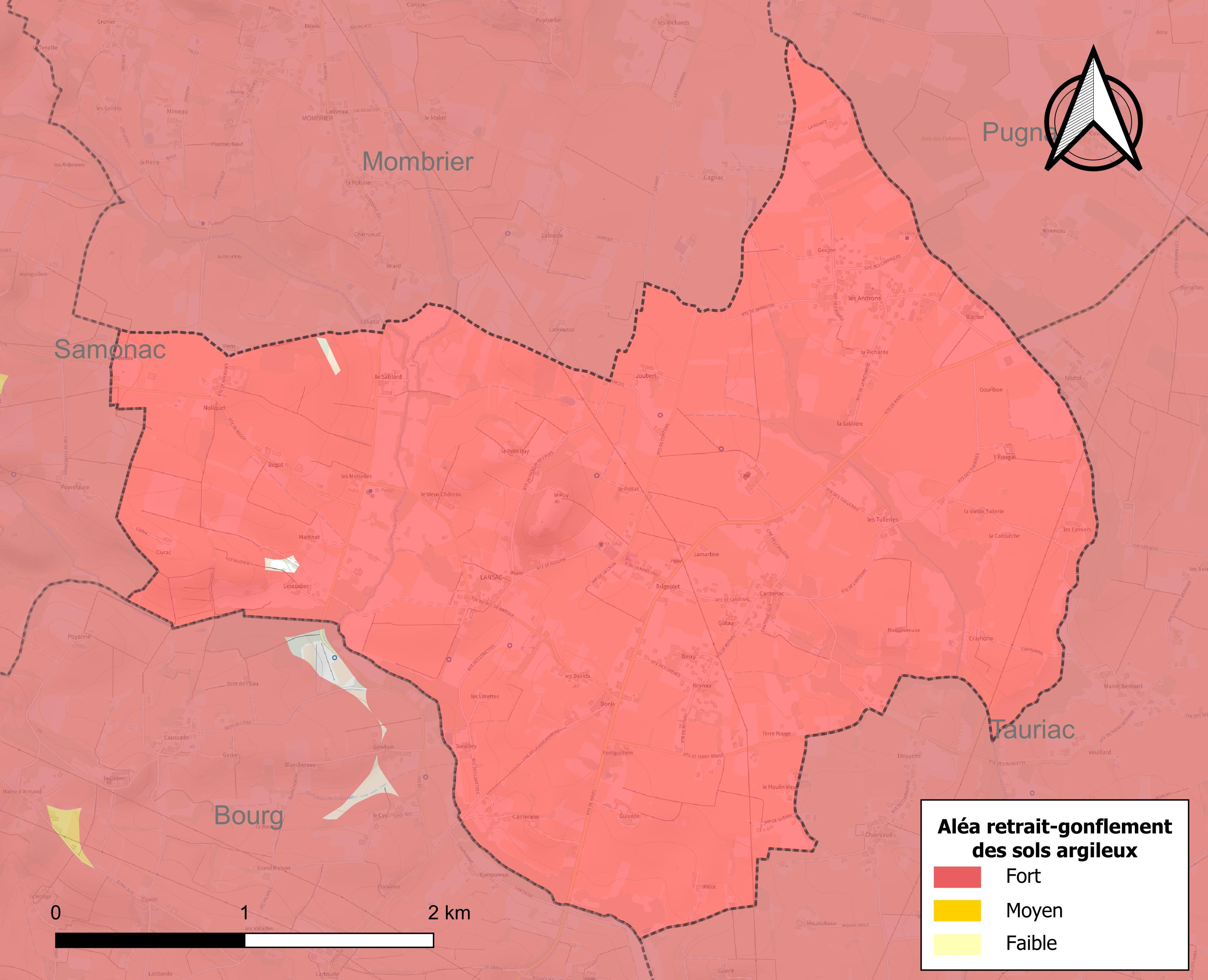
Carte des zones d'aléa retrait-gonflement des sols argileux de Lansac.

Le retrait-gonflement des sols argileux est susceptible d'engendrer des dommages importants aux bâtiments en cas d’alternance de périodes de sécheresse et de pluie. 99,8 % de la superficie communale est en aléa moyen ou fort (67,4 % au niveau départemental et 48,5 % au niveau national). Sur les 317 bâtiments dénombrés sur la commune en 2019,  317 sont en aléa moyen ou fort, soit 100 %, à comparer aux 84 % au niveau départemental et 54 % au niveau national. Une cartographie de l'exposition du territoire national au retrait gonflement des sols argileux est disponible sur le site du BRGM,.
Par ailleurs, afin de mieux appréhender le risque d’affaissement de terrain, l'inventaire national des cavités souterraines permet de localiser celles situées sur la commune.
Concernant les mouvements de terrains, la commune a été reconnue en état de catastrophe naturelle au titre des dommages causés par la sécheresse en 2017 et par des mouvements de terrain en 1999.

## Histoire
Les familles titulaires de la seigneurie de Lansac furent :
- de Lansac
- Andron de Lansac jusqu'en 1453
- de la Perche (Jean, dit de "Verdun") de 1453 à 1462
- Andron de Lansac
- de Saint-Gelais
- d'Albert de 1622 à 1661
- de Montmorency-Bouteville de 1661 à 1714
- Denis, dont la dernière descendante directe, décédée en 1789, fut mariée au vicomte Elzéar de Broglie.

Puis vint la Révolution, l'héritier, M. de Mons, étant émigré, les biens furent vendus.
Le château de Lansac n'était déjà plus qu'une ruine à la Révolution, dont il reste deux tours ruinées et un pan de courtine.
|  |

## Héraldique
| Blason de Lansac | Blason  | Écartelé au 1) de gueules au lion d’or, au 2) et au 3) vairé d’or et d’azur, au 4) de gueules plain. |
| Blason de Lansac | Détails | Le statut officiel du blason reste à déterminer.                                                     |

## Politique et administration
| Période                                  | Période  | Identité      | Étiquette | Qualité |
| ---------------------------------------- | -------- | ------------- | --------- | ------- |
| mars 2014                                | En cours | Eric Pouchard |           | Ouvrier |
| Les données manquantes sont à compléter. |          |               |           |         |

## Démographie
L'évolution du nombre d'habitants est connue à travers les recensements de la population effectués dans la commune depuis 1793. Pour les communes de moins de 10 000 habitants, une enquête de recensement portant sur toute la population est réalisée tous les cinq ans, les populations de référence des années intermédiaires étant quant à elles estimées par interpolation ou extrapolation. Pour la commune, le premier recensement exhaustif entrant dans le cadre du nouveau dispositif a été réalisé en 2005.

En 2022, la commune comptait 671 habitants, en évolution de −8,21 % par rapport à 2016 (Gironde : +6,91 %, France hors Mayotte : +2,11 %).
| 1793 | 1800 | 1806 | 1821 | 1831 | 1836 | 1841 | 1846 | 1851 |
| ---- | ---- | ---- | ---- | ---- | ---- | ---- | ---- | ---- |
| 740  | 692  | 576  | 571  | 674  | 645  | 625  | 636  | 652  |

| 1856 | 1861 | 1866 | 1872 | 1876 | 1881 | 1886 | 1891 | 1896 |
| ---- | ---- | ---- | ---- | ---- | ---- | ---- | ---- | ---- |
| 668  | 642  | 653  | 656  | 694  | 626  | 596  | 617  | 639  |

| 1901 | 1906 | 1911 | 1921 | 1926 | 1931 | 1936 | 1946 | 1954 |
| ---- | ---- | ---- | ---- | ---- | ---- | ---- | ---- | ---- |
| 690  | 677  | 631  | 640  | 623  | 606  | 562  | 512  | 548  |

| 1962 | 1968 | 1975 | 1982 | 1990 | 1999 | 2005 | 2006 | 2010 |
| ---- | ---- | ---- | ---- | ---- | ---- | ---- | ---- | ---- |
| 535  | 599  | 631  | 606  | 610  | 639  | 623  | 604  | 689  |

| 2015 | 2020 | 2022 | - | - | - | - | - | - |
| ---- | ---- | ---- | - | - | - | - | - | - |
| 721  | 682  | 671  | - | - | - | - | - | - |

## Lieux et monuments
- Église Saint-Pierre, XIIe siècle, romane, avec un portail. L'abside et le mur Nord ont été classés au titre des monuments historiques en 1921[22]. L'église en totalité, à l'exception des parties classées a été inscrite au titre des monuments historique en  2007[22]
- Ruines du château féodal de Lansac et château Lamothe (XIXe siècle) : propriétés privées.
- Tumulus du Grand-Puy avec, à son sommet, moulin à vent restauré, inauguré en mai 2006 et visitable.
- Le Moulin du Grand Puy est situé sur une colline de 69 m d’altitude d’où l’on peut profiter d’une vue d’ensemble sur le canton de Bourg. Récemment restauré grâce à des bénévoles, il a aujourd’hui fière allure et produit à nouveau de la farine. Sa maison du meunier a également fait peau neuve depuis juin 2010 et accueille de temps en temps des expositions temporaires.

## Personnalités liées à la commune
- Antoine Alexandre de Cosson (9 novembre 1766 - Lansac (Gironde) ou Mombrier ✝ 9 janvier 1839 - Paris), général d'Empire.